# Список игровых кинофильмов СССР (1948)
Список завершённых советских игровых полнометражных и короткометражных фильмов 1948 года производства, снятых для коммерческого проката. В списке отсутствуют неигровые и мультипликационные кинофильмы, а также телефильмы и учебные фильмы, не выходившие в прокат.

## Список фильмов
Все фильмы звуковые, обычного формата.
| Название (Альтернативное название) | Киностудия                 | Республика | Цвет  | Серий | Частей | Метраж | Выход в прокат                   | Режиссёр                                            | Жанр                  | Примечание                                                                   |             |
| ---------------------------------- | -------------------------- | ---------- | ----- | ----- | ------ | ------ | -------------------------------- | --------------------------------------------------- | --------------------- | ---------------------------------------------------------------------------- | ----------- |
| Далёкая невеста                    | Ашхабадская киностудия     | Туркмения  | ч.-б. | 1     | 10     | 2389   | 2 августа 1948                   | Иванов-Барков Евгений                               | комедия               |                                                                              | [ 1 ]       |
| Дочь Ферганы                       | Ташкентская киностудия     | Узбекистан | ч.-б. | 1     | 9      | 2258   | 24 декабря 1948                  | Ганиев Наби                                         | драма                 |                                                                              | [ 2 ]       |
| Драгоценные зёрна                  | Ленфильм                   | Россия     | ч.-б. | 1     | 10     | 2485   | 17 июля 1948                     | Зархи Александр, Хейфиц Иосиф                       | драма                 |                                                                              | [ 3 ]       |
| Золотой Рог                        | Алма-Атинская киностудия   | Казахстан  | ч.-б. | 1     | 10     | 2466   | 24 июня 1948                     | Арон Ефим                                           | драма                 |                                                                              | [ 4 ]       |
| Карандаш на льду                   | Стереокино                 | Россия     | ч.-б. | 1     | 3      | 630    | 25 декабря 1948                  | Немоляев Владимир                                   | комедия               | Стереофильм.                                                                 | [ 5 ]       |
| Кето и Котэ                        | Тбилисская киностудия      | Грузия     | ч.-б. | 1     | 10     | 2435   | 8 июня 1953                      | Таблиашвили Вахтанг, Гедеванишвили Шалва            | музыкальная комедия   | Не был своевременно выпущен в прокат. Выпуск состоялся после смерти Сталина. | [ 6 ] [ 7 ] |
| Красный галстук                    | Союздетфильм               | Россия     | ч.-б. | 1     | 9      | 2285   | 6 мая 1948                       | Сухобоков Владимир, Сауц Мария                      | детский, драма        |                                                                              | [ 8 ]       |
| Мичурин                            | Мосфильм                   | Россия     | цв.   | 1     | 10     | 2730   | 1 января 1949                    | Довженко Александр                                  | биография             |                                                                              | [ 9 ]       |
| Молодая гвардия                    | Киностудия им. М. Горького | Россия     | ч.-б. | 2     | 20     | 5129   | 11 октября 1948, 25 октября 1948 | Герасимов Сергей                                    | военный, драма        |                                                                              | [ 10 ]      |
| Первоклассница                     | Союздетфильм               | Россия     | ч.-б. | 1     | 8      | 1941   | 22 марта 1948                    | Фрэз Илья                                           | детский               |                                                                              | [ 11 ]      |
| Повесть о настоящем человеке       | Мосфильм                   | Россия     | ч.-б. | 1     | 10     | 2570   | 22 октября 1948                  | Столпер Александр                                   | военный, драма        |                                                                              | [ 12 ]      |
| Путь славы                         | Мосфильм                   | Россия     | ч.-б. | 1     | 8      | 2106   | 20 апреля 1949                   | Бунеев Борис, Швейцер Михаил, Рыбаков Анатолий      | драма                 |                                                                              | [ 13 ]      |
| Родные напевы                      | Белорусьфильм              | Белоруссия | ч.-б. | 1     | 4      | 1010   | 14 июня 1948                     | Сплошнов Сергей, Шульман Арон                       | фильм-концерт         |                                                                              | [ 14 ]      |
| Страницы жизни                     | Свердловская киностудия    | Россия     | ч.-б. | 1     | 7      | 1946   | 24 декабря 1948                  | Барнет Борис, Мачерет Александр                     | драма                 |                                                                              | [ 15 ]      |
| Суд чести                          | Мосфильм                   | Россия     | ч.-б. | 1     | 10     | 2745   | 25 февраля 1949                  | Роом Абрам                                          | драма                 |                                                                              | [ 16 ]      |
| Третий удар                        | Киевская киностудия        | Украина    | ч.-б. | 1     | 12     | 3106   | 26 апреля 1948                   | Савченко Игорь                                      | исторический, военный |                                                                              | [ 17 ]      |
| Три встречи                        | Мосфильм                   | Россия     | цв.   | 1     | 9      | 2276   | 22 января 1950                   | Юткевич Сергей, Пудовкин Всеволод, Птушко Александр | драма                 |                                                                              | [ 18 ]      |

### Комментарии
1. ↑  Первая серия.
2. ↑  Вторая серия.